# Parvoviridae
Parvoviridae es una familia de virus infectivos para animales. Poseen un genoma lineal con ADN de cadena sencilla, que mide aproximadamente 5 kb, como ácido nucleico por lo que se incluyen en el Grupo II de la Clasificación de Baltimore. Se caracterizan por una cápside estructuralmente definida por una simetría icosaédrica y carente de envoltura viral (desnuda). Los viriones maduros se ensamblan en el núcleo como compartimento celular. 
Son uno de los virus más pequeños con un tamaño de 18-22 nm y muy estables en el ambiente, pues resisten varias horas a temperatura de 60 °C y a pH 3-9. Producen tres proteínas estructurales, una mayoritaria, VP2, de 64-85 kD y dos menores, VP1, de 80-96 kD.

## Replicación
La replicación de ADN parvoviral ocurre en el núcleo. La replicación y la transcripción de ARNm son efectuadas por ADN y ARN polimerasas del huésped pero requieren de ciertas proteínas virales. El ADN parvoviral es linear y posee secuencias palindrómicas en ambos extremos. Estas secuencias palindrómicas son de 100-300 nucleótidos de largo, dependiendo del virus. El extremo 3' sirve como un primer, el cual es elongado para formar un intermediario de doble cadena.

## Clasificación
Sus géneros representativos son:
- Densovirinae

Aquambidensovirus
Blattambidensovirus
Diciambidensovirus
Hemiambidensovirus
Iteradensovirus
Miniambidensovirus
Muscodensovirus
Pefuambidensovirus
Protoambidensovirus
Scindoambidensovirus
Tetuambidensovirus
- Hamaparvovirinae

Brevihamaparvovirus
Chaphamaparvovirus
Hepanhamaparvovirus
Ichthamaparvovirus
Penstylhamaparvovirus
- Parvovirinae

Amdoparvovirus
Artiparvovirus
Aveparvovirus
Bocaparvovirus
Copiparvovirus
Dependoparvovirus
Erythroparvovirus
Loriparvovirus
Protoparvovirus
Tetraparvovirus

## Epidemiología

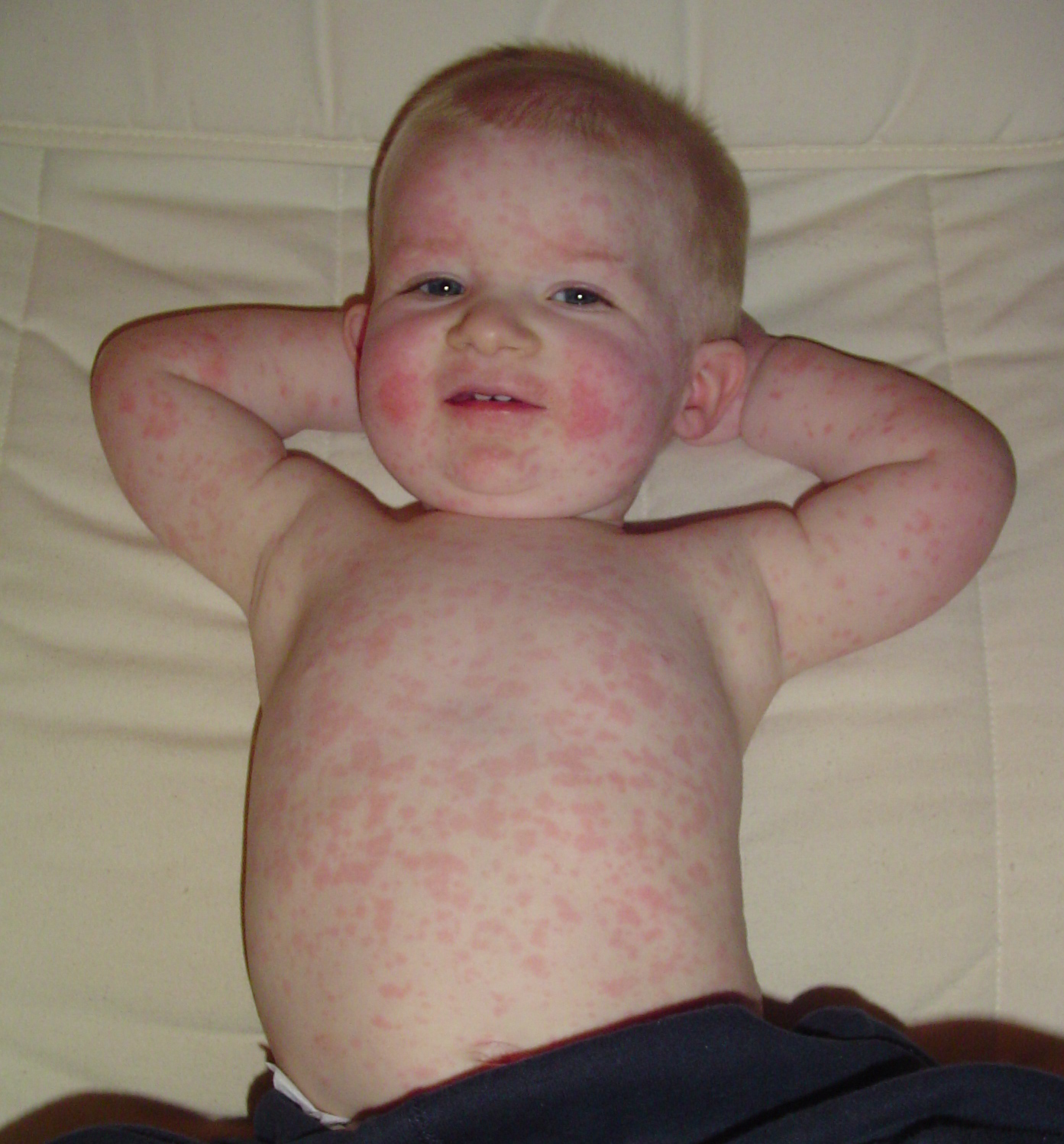
Pequeño paciente infectado con Parvovirus B19.

Son virus que causan infecciones que pueden ser esporádicas o epidémicas ampliamente distribuidas. Son virus altamente especie-específicos, solo el Virus B19 es patógeno para los humanos causando la enfermedad del eritema infeccioso. Los anticuerpos se detectan en más del 95% de niños y adultos jóvenes, y en los hemofílicos tratados con concentrados de factores de coagulación. La transmisión aparentemente ocurre por vía respiratoria (aérea), la mayoría de las infecciones cursan sin síntomas.